# Mario Damonte

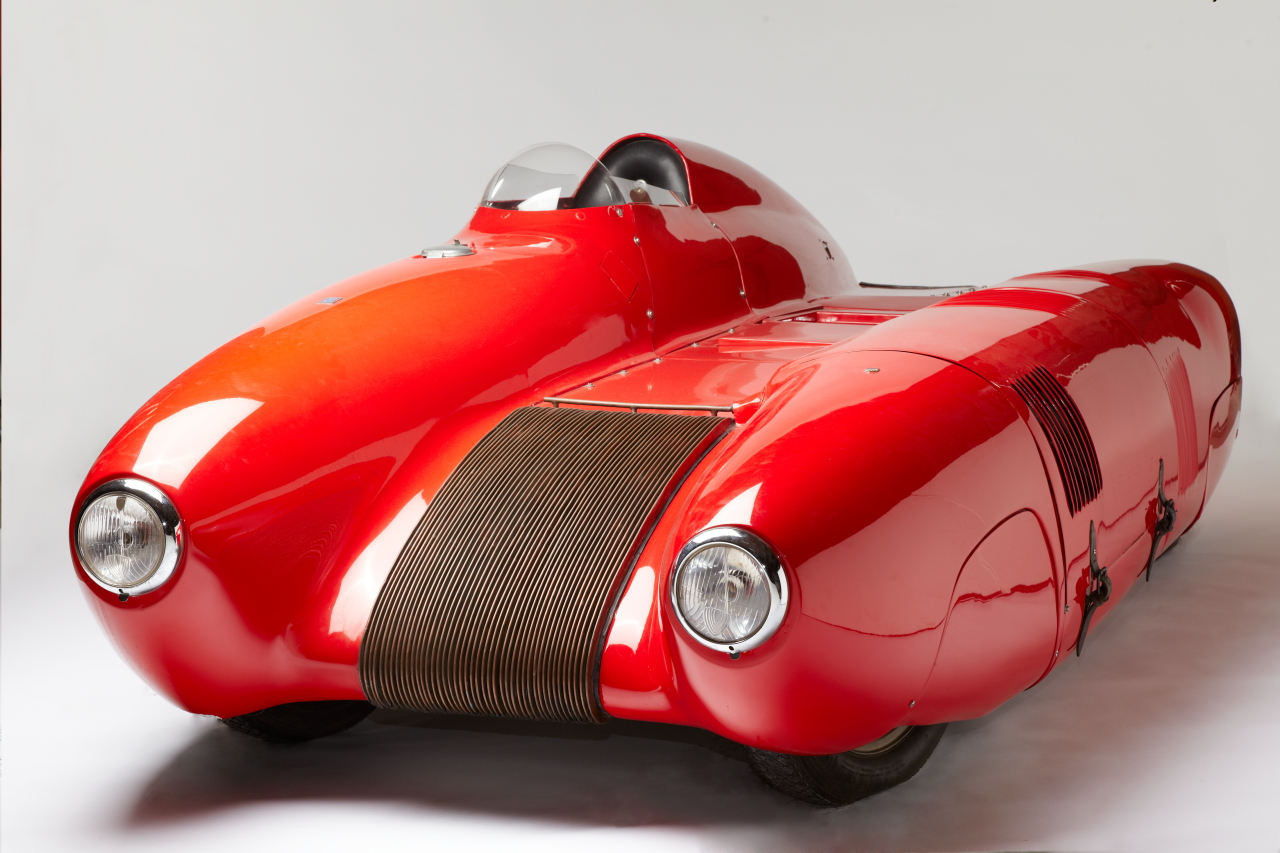
Auf dem Nardi Bisiluro bestritt Mario Damonte das 24-Stunden-Rennen von Le Mans 1955

Mario Damonte († 1974) war ein italienischer Autorennfahrer und Unternehmer.

## Karriere
Mario Damonte studierte Pharmazie und führte nach dem Doktorat in Turin in den 1950er- und 1960er-Jahren eine stadtbekannte Apotheke. Auch seine 1900 in Alessandria geborene Ehefrau Bice Como Damonte († 1985) war Apothekerin.
Damonte war in den 1950er-Jahren als Herrenfahrer im Motorsport aktiv und finanzierte Projekte seines Freundes Enrico Nardi, wie den Nardi Bisiluro. Sein erstes Rennen war die Targa Florio 1950, darauf folgten Starts bei der Mille Miglia 1951 und 1952. Viermal bestritt er das 24-Stunden-Rennen von Le Mans, wo er sich einmal platzieren konnte. 1953 wurde er als Partner von Pierre Louis-Dreyfus 18. im Werks-Osca MT4 1100 Coupe und feierte einen Klassensieg.

## Statistik

### Le-Mans-Ergebnisse
| Jahr | Team                | Fahrzeug                    | Teamkollege          | Platzierung             | Ausfallgrund     |
| ---- | ------------------- | --------------------------- | -------------------- | ----------------------- | ---------------- |
| 1952 | Automobili O.S.C.A. | Osca MT4 1300 Coupe Vignale | François Lacour      | Ausfall                 | Kupplungsschaden |
| 1953 | Automobili O.S.C.A. | Osca MT4 1100 Coupe         | Pierre Louis-Dreyfus | Rang 18 und Klassensieg |                  |
| 1954 | Nardi et Co.        | Nardi 750LM                 | Alexandre Gacon      | Ausfall                 | Wasserpumpe      |
| 1955 | Nardi Automobili    | Nardi Bisiluro              | Roger Crovetto       | Ausfall                 | Unfall           |

### Einzelergebnisse in der Sportwagen-Weltmeisterschaft
| Saison | Team  | Rennwagen                | 1   | 2   | 3   | 4   | 5   | 6   | 7   |
| ------ | ----- | ------------------------ | --- | --- | --- | --- | --- | --- | --- |
| 1953   | Osca  | Osca MT4 Alfa Romeo 1900 | SEB | MIM | LEM | SPA | NÜR | RTT | CAP |
| 1953   | Osca  | Osca MT4 Alfa Romeo 1900 |     |     | 18  | DNF |     |     |     |
| 1954   | Nardi | Nardi 750LM              | BUA | SEB | MIM | LEM | RTT | CAP |     |
| 1954   | Nardi | Nardi 750LM              | DNF |     |     |     |     |     |     |
| 1955   | Nardi | Nardi Bisiluro           | BUA | SEB | MIM | LEM | RTT | TAR |     |
| 1955   | Nardi | Nardi Bisiluro           | DNF |     |     |     |     |     |     |